# Elisa Forlucci
Elisa Forlucci (20 aprile 1976) è un'ex calciatrice italiana, di ruolo portiere.

## Carriera
Nata in provincia di Pistoia, Forlucci di appassiona al calcio fin da giovanissima giocando un po' in tutti i ruoli dal reparto difensivo a quello offensivo, anche quando passa alla sua prima squadra interamente femminile in carriera, fino a quando in occasione dell’infortunio del portiere titolare, a 13 anni lo sostituì scoprendo di riuscire meglio tra i pali che non nei precedenti ruoli.
A 15 anni era già in rosa con la prima squadra e ancora una volta a causa dell'indisponibilità sia del portiere titolare che della sua vice, nel 1991 fa il suo esordio in Serie A parando un rigore.